# Résolution 893 du Conseil de sécurité des Nations unies
Membres permanents
- Chine
- États-Unis
- France
- Royaume-Uni
- Russie

Membres non permanents
- Argentine
- Brésil
- Djibouti
- Espagne
- Nigéria
- Nouvelle-Zélande
- Oman
- Pakistan
- République tchèque
- Rwanda

Résolution no 892 Résolution no 894
La résolution 893 du Conseil de sécurité des Nations unies a été adoptée à l'unanimité le 6 janvier 1994. Après avoir réaffirmé les résolutions 812 (en) (1993), 846 (en) (1993), 872 (1993) et 891 (en) (1993) sur le Rwanda, le Conseil a noté que la situation au Rwanda pouvait avoir des implications pour le Burundi voisin et a autorisé le déploiement d'un deuxième bataillon militaire de la Mission d'assistance des Nations Unies pour le Rwanda (MINUAR) dans la zone démilitarisée.
Le Conseil a exhorté les deux parties à coopérer avec le processus de paix, à se conformer aux accords d'Arusha et, en particulier, à mettre en place dès que possible un gouvernement de transition à large assise. Il a été souligné que le soutien continu à la MINUAR dépendra de la mise en œuvre des accords d'Arusha. Les tentatives visant à améliorer le dialogue entre les parties par le Secrétaire général Boutros Boutros-Ghali et son Représentant spécial ont été saluées.
Les efforts des États Membres, des organismes des Nations unies, de l'Organisation de l'unité africaine et des organisations non gouvernementales qui avaient fourni une aide humanitaire ont été salués. Enfin, le Secrétaire général a été prié de continuer de surveiller la taille et les coûts de la MINUAR.